# 五松镇
五松镇，是中国安徽省铜陵市铜官区下辖的一个乡镇级行政单位。
2018年10月，将义安区五松镇齐潭村、双桥村、查壬村、建立村、马冲村、董冲村、新江村、湖边社区、石桥社区、近市社区、近城社区、联盟村、江滨村等13个村（社区）划归铜官区管辖。

## 行政区划
五松镇下辖以下地区：
万鸡山社区、观湖社区、荷花塘社区、惠泉社区和城东村。